# Mobile Pentium MMX
Il Mobile Pentium MMX è stato il primo processore Intel pensato per l'utilizzo nei computer portatili e venne presentato l'8 settembre 1997. A quei tempi le CPU utilizzate adattate all'uso nei sistemi mobile non erano ancora specificatamente progettate per questo scopo (cosa che è avvenuta solo a partire dal 2003 con il Pentium M) ma si limitavano ad alcuni affinamenti progettuali delle versioni desktop (in questo caso il Pentium MMX) al fine di ridurne il consumo e poter quindi contribuire al contenimento dei consumi e quindi alla maggior durata delle batterie utilizzate in questo tipo di sistemi.

## Caratteristiche tecniche
Vennero presentati solo 3 modelli di Mobile Pentium MMX tutti basati su unico core, conosciuto come Tillamook. Tale versione mobile si differenziava dal "fratello maggiore" pensato per il settore desktop principalmente per il processo produttivo più avanzato (250 nm contro 350 nm) che costituiva una sorta di piccola rivoluzione per quei tempi dato che era la prima volta che un processore mobile veniva realizzato mediante tecnologie più avanzate del corrispondente modello desktop.
A questo si aggiungeva un voltaggio di alimentazione ridotto e consumi più contenuti, oltre alla caratteristica di essere commercializzato direttamente saldato su un "modulo" chiamato MMO, il quale conteneva oltre al core vero e proprio del processore, anche la cache L2 pari a 512 KB e il Northbridge.

## Modelli
La tabella seguente mostra i modelli di Mobile Pentium MMX arrivati sul mercato. Molti di questi condividono caratteristiche comuni pur essendo basati su core diversi; per questo motivo, allo scopo di rendere maggiormente evidente tali affinità e "alleggerire" la visualizzazione alcune colonne mostrano un valore comune a più righe. Di seguito anche una legenda dei termini (alcuni abbreviati) usati per l'intestazione delle colonne:
- Nome Commerciale: si intende il nome con cui è stato immesso in commercio quel particolare esemplare.
- Data: si intende la data di immissione sul mercato di quel particolare esemplare.
- Socket: lo zoccolo della scheda madre in cui viene inserito il processore. In questo caso il numero rappresenta oltre al nome anche il numero dei pin di contatto.
- Clock: la frequenza di funzionamento del processore.
- Molt.: sta per "Moltiplicatore" ovvero il fattore di moltiplicazione per il quale bisogna moltiplicare la frequenza di bus per ottenere la frequenza del processore.
- Pr.Prod.: sta per "Processo produttivo" e indica tipicamente la dimensione dei gate dei transistors (180 nm, 130 nm, 90 nm) e il numero di transistor integrati nel processore espresso in milioni.
- Voltag.: sta per "Voltaggio" e indica la tensione di alimentazione del processore.
- Watt: si intende il consumo massimo di quel particolare esemplare.
- Bus: frequenza del bus di sistema.
- Cache: dimensione delle cache di 1º e 2º livello.
- XD: sta per "XD-bit" e indica l'implementazione della tecnologia di sicurezza che evita l'esecuzione di codice malevolo sul computer.
- 64: sta per "EM64T" e indica l'implementazione della tecnologia a 64 bit di Intel.
- HT: sta per "Hyper-Threading" e indica l'implementazione della esclusiva tecnologia Intel che consente al sistema operativo di vedere 2 core logici.
- ST: sta per "SpeedStep Technology" ovvero la tecnologia di risparmio energetico sviluppata da Intel e inserita negli ultimi Pentium 4 Prescott serie 6xx per contenere il consumo massimo.
- VT: sta per "Vanderpool Technology", la tecnologia di virtualizzazione che rende possibile l'esecuzione simultanea di più sistemi operativi differenti contemporaneamente.
- Core: si intende il nome in codice del progetto alla base di quel particolare esemplare.

| Nome Commerciale           | Data       | Socket | Clock   | Molt. | Pr.Prod.        | Voltag. | Watt  | Bus    | Cache                   | XD | 64 | HT | ST | VT | Core      |
| -------------------------- | ---------- | ------ | ------- | ----- | --------------- | ------- | ----- | ------ | ----------------------- | -- | -- | -- | -- | -- | --------- |
| Mobile Pentium MMX 200 MHz | 8/set/1997 | MMO    | 200 MHz | 3x    | 250 nm 4,5 mil. | 1,8 V   | 3,4 W | 66 MHz | L1=32KB L2=512KB L3=0MB | No | No | No | No | No | Tillamook |
| Mobile Pentium MMX 233 MHz | 8/set/1997 | MMO    | 233 MHz | 3,5x  | 250 nm 4,5 mil. | 1,8 V   | 3,9 W | 66 MHz | L1=32KB L2=512KB L3=0MB | No | No | No | No | No | Tillamook |
| Mobile Pentium MMX 266 MHz | /gen/1998  | MMO    | 266 MHz | 4x    | 250 nm 4,5 mil. | 1,8 V   | N.A.  | 66 MHz | L1=32KB L2=512KB L3=0MB | No | No | No | No | No | Tillamook |

## Il successore
Il Mobile Pentium MMX ebbe una vita relativamente breve: ad aprile 1998, Intel ricavò dal successore del Pentium MMX, il Pentium II, una nuova CPU mobile, conosciuta come Tonga e commercializzata come Pentium II-M.